# Butlletí de l'Associació d'Empleats Municipals de Tarragona
El Butlletí de l'Associació d'Empleats Municipals de Tarragona era un butlletí publicat entre 1934-1935, de periodicitat mensual, a Tarragona. Era portaveu de l'Associació d'empleats municipals de Tarragona i com a tal, informava sobre temes relacionats amb l'associació. També fomentà la unió i defensà els drets i interessos dels associats.

## Història
El primer número va veure la llum a l'agost de 1934. En línies generals la llengua principal era el català, però hi havia algun article escrit en castellà. S'imprimia a Gràfiques Forés al carrer August, 11 de Tarragona.
Era un butlletí reivindicatiu i de classe, la dels empleats municipals, perquè a aquesta s'adreçava i per aquesta treballava. Tenia per objectiu posar de manifest la situació moral i econòmica en què es trobava l'empleat municipal i reivindicar els seus drets. Polemitzà amb l'Ajuntament de Tarragona.
| «                                                                                  | ...Ve a informar de la marxa de l'Associació, a fomentar la unió i el companyerisme, a defensar els drets i interessos dels associats, en fi, a posar de manifest, imparcialment, serenament, amb tó respectuós però enèrgic, la situació moral i econòmica en que es troba l'empleat municipal. | » |
| — Presentació, Butlletí de l'Associació d¡Empleats Municipals de Tarragona, núm.1. | |   |

El director de la publicació era Adolf Beltran Guardiola i el consell de redacció els empleats municipals. Com a col·laboradors habituals hi apareixen: Josep Bru Sans, G. Melendres, David Corbellà, Miguel Jiménez Aranda, Pedro Andreu, J. Moreno i el mateix director Adolf Beltran.
Els signants dels articles solien utilitzar les inicials o pseudònim. Entre els que més es repeteixen trobem: Nyic-Nyic, Juli Vert, Lloro, Borobia,, Magister, Felpa.
S'hi publicaven també textos de la secció de "Volanderas" de la Noche i de Redención, portaveu de l'Agrupació Socialista i de la UGT, del núm. del dissabte 1 de setembre de 1934.
Dedicà especial atenció a temes com: la moralitat, l'actitud de l'Ajuntament, la tasca de la Junta directiva de l'Associació, l'avenç i la higiene, el sentiment de col·lectivitat i la companyonia, la reorganització dels serveis municipals, la dignitat, els ascensos, les jubilacions, la inamobilitat i la provisió de vacants, la dignificació dels sous, la mala fama dels empleats municipals. Alguns articles destacats: "Les peticions de l'Associació" escrit pel secretari, Josep Bru i Sans i publicat al núm.6 (juliol de 1935); "Reflexió" per Adolf Bertran, núm.1 (agost de 1934); "Memòria" de la Junta Directiva també de Josep Bru i Sans, núm.7 (agost de 1935).
No hi havia seccions fixes que apareguessin en tots els números. Tot i així, en destaquem quatre, si se les pot considerar com a tals: "Pesigolles", "Memòria", "Premsa obrera" i "Estat de comptes".
La zona de difusió era bàsicament Tarragona i els seus potencials lectors els empleats municipals, però com ells diuen:
| «                                                                                                   | Aquest butlletí és fet perquè el llegeixin els nostres i els que no ho són | » |
| — Peu de pàgina, Butlletí de l'Associació d'Empleats Municipals de Tarragona, núm.5 (març de 1935). |                                                                            |   |

A la Biblioteca Hemeroteca Municipal de Tarragona es conserva part de la col·lecció digitalitzada.

## Aspectes tècnics
Pel que fa al nombre de pàgines, el primer número (agost de 1934) en té 7 més la portada. La resta en tenen 11 més la portada. Les mesures són: 27,5 x 20,5 cm a dues columnes de 17 x 7,5 cm.
Les mides de la capçalera són: 15 x 16 cm. La capçalera estava formada pel títol de la publicació i l'escut de la ciutat a la banda esquerra.
Les subscripcions presentaven dues modalitats: subscriptor-protector i soci-protector. Els primers pagaven 1 pesseta al mes i els segons 0,25 pessetes també al mes.
Incloïen publicitat.